# Наукан (мова)
Наукан, або науканська мова — одна з юпікських мов, поширена на російському узбережжі Берингової протоки. За іншою класифікацією, наукан є діалектом юїтської мови. Лінгвістично займає місце між юїтською та юпікською мовами.